# Кристина Елизабет фон Ербах-Фюрстенау
Кристина Елизабет фон Ербах-Фюрстенау (на немски: Christine Elisabeth Sophie von Erbach-Fürstenau; * 6 ноември 1673, Валденбург; † 24 февруари 1734, Пфеделбах) е графиня от Ербах-Ербах-Фюрстенау и чрез женитба графиня на Хоенлое-Йоринген (1702 – 1709).

## Биография
Тя е най-голямата дъщеря, първото дете на граф Георг Албрехт II фон Ербах-Фюрстенау (1648 – 1717) и съпругата му графиня Анна Доротея Христина фон Хоенлое-Валденбург (1656 – 1724), дъщеря на граф Филип Готфрид фон Хоенлое-Валденбург (1618 – 1679).
Кристина Елизабет се омъжва на 29 септември 1695 г. във Фюрстенау за граф Фридрих Крафт фон Хоенлое-Йоринген (* 22 февруари 1667, Йоринген; † 23 август 1709, Вайкерсхайм), най-големият син на граф Йохан Фридрих I фон Хоенлое-Йоринген (1617 – 1702) и принцеса Луиза Амьона фон Шлезвиг-Холщайн-Норбург (1642– 1685). Те нямат деца. Той умира на 42 години във Вайкерсхайм.
Тя умира на 24 февруари 1734 г. на 60 години в Пфеделбах и е погребана там.

## Галерия
- Дворец Йоринген
- Дворец Пфеделбах